# 페르디난트 퇴니스

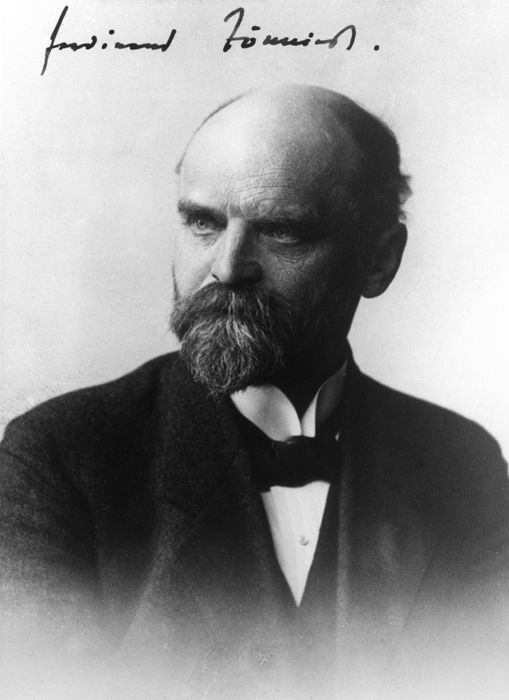
1915년경의 퇴니스

페르디난트 퇴니스(독일어: Ferdinand Tönnies, 1855년 7월 26일 ~ 1936년 4월 9일)는 독일의 사회학자이다.
1881년부터 1933년까지 킬 대학교 교수를 지냈고, 독일 사회학회를 창설하여 초대 회장이 되었다. 28세 때 저술한 《공동사회와 이익사회》(Gemeinschaft und Gesellschaft)로 널리 이름을 떨쳤고, 그의 영향은 사회학 뿐만 아니라, 널리 사회 과학 일반에까지 미치게 되었다. 그는 사회를 "공동사회(독일어: Gemeinschaft 게마인샤프트[*])"와 "이익사회(독일어: Gesellschaft 게젤샤프트[*])"로 나누어 생각하였는데, 이것은 사회가 발전하는 단계로 적용되었다. 그러나 오늘날 이의 번역상의 오류를 발견하고 공동체와 결사체로 옮기기도 한다. 저서로 《여론 비판》(Kritik der öffentlichen Meinung), 《근대의 정신》(Geist der Neuzeit)등이 있다.

## 같이 보기
- 공동사회와 이익사회
- 막스 베버